# Абатство Андекс
Абатство Андекс (на немски: Kloster Andechs) е бенедиктински манастир в Бавария, Германия, разположен в град Андекс, източно от езерото Амерзе. Манастирът е известен с красивата си барокова църква от 1712 г. и собствената пивоварна. Композиторът Карл Орф е погребан в манастирската църква.

## История
Най-ранното споменаване на абатството в писмени документи е в католически требник от ХІІІ век, който се съхранява в държавната библиотека в Мюнхен (Cod. Lat. 3005). Първата манастирска църква е построена през 1438 г. През 1455 г. манастирът става част от Бенедиктинския орден. През 1458 г. става самостоятелно абатство.
Абатството претърпява сериозни разрушения по време на германската Селска война (1525) и отново през Тридесетгодишната война (1618-48), както и страда от чума, природни бедствия и пожари. На 3 май 1669 г. след мълния, пожар унищожава почти целия манастир. Реконструкцията започва незабавно и е завършена през 1675 г. От този период датира прочутата манастирска камбанария.
През втората половина на ХVІІ и ХVІІІ век сградите са възстановени, построени са нови, включително сегашната барокова църква през 1712 г., и започва нов подем на манастира, който продължава до секуларизацията през 1803 г.
Манастирът е разпуснат (1803), а имотите му продадени през 1804 г.
Манастирът е възстановен отново през 1850 г. като приорат на бенедиктинското абатство Свети Бонифаций в Мюнхен. 
Към 2004 г. Андекс е действащ бенедиктински манастир със 7 монаси.
Манастирът притежава собствена манастирска пивоварна, ферми, селскостопански имоти и културен център.

## Манастирска пивоварна
Манастирът има собствена пивоварна: Klosterbrauerei Andechs, която произвежда едноименната бира Андексер. Годишното производство на пивоварната е около 100 000 хектолитра, а търговският асортимент на пивоварната включва следните марки:
- Andechser Vollbier Hell
- Andechser Spezial Hell
- Andechser Bergbock Hell
- Andechser Export Dunkel
- Andechser Doppelbock Dunkel
- Andechser Weissbier Hell
- Andechser Weissbier Dunkel